# Gare de Santa Clara - Great America
Pour les articles homonymes, voir Gare de Santa Clara.
La  gare de Santa Clara - Great America est une gare ferroviaire des États-Unis située à Santa Clara en Californie ; elle est desservie par Amtrak et ACE. C'est une gare sans personnel.

La gare est proche du Levi's Stadium et du parc California's Great America.

## Histoire
Elle est mise en service en 1993.

## Service des voyageurs

### Desserte
- Ligne d'Amtrak[1] :
  - Le Capitol Corridor: San Jose - Auburn
- Altamont Commuter Express (ACE)